# Черамиле (Козенца)
Черамиле је насеље у Италији у округу Козенца, региону Калабрија.
Према процени из 2011. у насељу је живело 78 становника. Насеље се налази на надморској висини од 334 м.